# Wallis Vitis
Wallis Vitis (* 3. November 1995) ist eine französische Tennisspielerin.

## Karriere
Vitis spielt vorrangig Turniere der ITF Women’s World Tennis Tour, wo sie bislang aber noch keinen Titel gewinnen konnte.
2008 und 2009 spielte sie beim Les Petits As. 2010 und 2011 spielte sie wenige Turniere auf der ITF-Tour.
2018 erhielt sie eine Wildcard für die Qualifikation zum Hauptfeld im Dameneinzel der Internationaux de Strasbourg sowie mit Partnerin Joanna Tomera eine Wildcard für das Hauptfeld im Damendoppel bei ihrem ersten Turnier der WTA Tour. Im Einzel schied sie bereits in der ersten Runde der Qualifikation gegen Hanna Posnichirenko mit 3:6 und 2:6 aus. Im Doppel mussten sich ihre Partnerin und sie ebenfalls bereits in der ersten Runde ihren Gegnerinnen Kaia Kanepi und Kaia Kanepi mit 0:6 und 1:6 geschlagen geben.